# Anya Forger
Anya Forger (アーニャ・フォージャー) es un personaje ficticio protagonista de la serie de manga y anime Spy × Family creada por Tatsuya Endō. Ella es una niña telépata, fruto del experimento 007 de una organización desconocida del País ficticio de Ostania donde ella escapa del laboratorio y termina en un orfanato para niños donde es adoptada por Loid Forger (Twilight) con el objetivo de cumplir la operación Strix.

## Biografía del personaje

### Pasado
No se sabe bien sus orígenes, lo que sabe de ella era que hacia parte de un experimento cuyos resultados  la convirtieron en una telépata terminando en 2 orfanatos y siendo adoptada 4 veces, hasta que fue adoptada por Loid Forger (Twilight) para poder iniciar la operación Strix.

### Admisión
Anya hace la prueba de admisión al Colegio Edén, considerado un colegio de elite donde estudia Damián Desmond ,el cual es el hijo de Donovan Desmond, el objetivo de Twilight. Anya consigue ingresar, tiempo después Loid sabe que para la cita de admisión le piden la asistencia de su esposa, el va con Anya a la tienda de costura. En ese lugar conocen a Yor Briar, la niña lee la mente de Yor y descubre que es una asesina. Los tres salen del almacén y Yor le pide a Loid que finja ser su novio para entrar a una fiesta. Loid acepta a cambio de que Yor finja ser su esposa para la entrevista de Anya , sin Loid saber que Yor es una asesina a sueldo y sin Yor saber que Loid es un espía, después Yor se va a vivir con los Forger ,tiempo después llegan al colegio Edén después de pasar las tres primeras pruebas los 3 son entrevistados por tres de los directivos de la escuela, después de varias preguntas uno de los prefectos le pregunta a Anya sobre su  madre real, ella comienza a llorar, Loid se enfurece y Yor también, se van al departamento, tiempo después los Forger reciben una llamada donde reciben la noticia de que la niña es aceptada en el colegio, más tarde,  Anya y Yor compran el uniforme del colegio, pasan al supermercado y  Anya se va de la tienda es detenida por unos ladrones, Yor salva a la niña y después se van al departamento y comienzan a entrenar defensa personal.

### Comienzo en la Academia Edén
Anya ingresa a la escuela el primer día donde conoce a Damián Desmond, quien la molesta hasta que Anya se cansa y le da un puñetazo a Damián. El Prefecto llega y ella le dice que fue por defender a Becky Blackbell otra niña del mismo curso que Anya de la cual ella se hace amiga, por la agresión la niña recibe un Rayo Tonitrus una medalla de mal comportamiento o de malas calificaciones con 7 más sería expulsada. Al otro día Loid le ordena Anya que se disculpe con Damián. Anya intenta disculparse con Damián pero Becky se lo impide. Al final se acerco a Damián para pedirle perdón pero comienza a escuchar los pensamientos de los amigos del niño donde no paran de insultarla por lo que Anya comienza a llorar, al verla Damián se conmueve y se sonroja y al no saber que decirsale corriendo y le dice que jamás la va a perdonar..

## Recepción en el mundo real
Anya Forger aparece en muchas publicaciones como juguetes y otras mercancías que demuestran su rápida popularidad desde el 2019, tiene un papel central tanto en al anime y el manga Spy × Family, también existen otros productos promocionales como muñecos estuches de bolsa camisetas mochilas calendarios y prendas de vestir como camisetas pelucas, suéteres, horquillas y balacas.
Spy × Family ha recibido múltiples nominaciones, galardones y reconocimientos tanto en el manga y el anime aquí una lista de algunos premios que ha recibido. 
| \| Año \| Premio \| Categoría \| Resultado \| Ref. \| \| ---- \| -------------------------------------------------------- \| ------------------------------------------------------------- \| --------- \| -------- \| \| 2019 \| Next Manga Award \| Web Manga \| Ganador \| [12] \| \| 2019 \| Apple Books Awards \| Mejor Manga Shonen \| Ganador \| [13] \| \| 2020 \| 4th Tsutaya Comic Award \| Nuevo Hitt \| Ganador \| [14][15] \| \| 2020 \| Ridibooks Comic Award \| Premio especial \| Ganador \| [16] \| \| 2020 \| Konishi Prize \| Mejor Manga traducido \| Nominado \| [17] \| \| 2020 \| 44th Premio de Manga Kōdansha \| Mejor manga Shonen \| Nominado \| [18] \| \| 2020 \| 24th Premio Cultural Tezuka Osamu \| Premio Cultural \| Nominado \| [19] \| \| 2020 \| 13th Manga Taishō \| Manga Taishō \| 2° lugar \| [20][21] \| \| 2020 \| 20th Premio anual de la revista DaVinci al libro del año \| Libro del año \| 3° lugar \| [22] \| \| 2021 \| 14th Manga Taishō \| Manga Taishō \| 10° lugar \| [23][24] \| \| 2021 \| Sanyodo Comic Award \| Mejor Manga \| 2° lugar \| [25] \| \| 2021 \| Premios Eisner \| Mejor edición estadounidense de material internacional - Asia \| Nominado \| [26] \| \| 2021 \| Premios Harvey \| Mejor Manga \| Nominado \| [27] \| \| 2021 \| 48th Festival Internacional de la Historieta de Angulema \| Selección juvenil 12–16 años \| Nominado \| [28] \| \| 2022 \| Premios Eisner \| Mejor edición estadounidense de material internacional - Asia \| Nominado \| [29] \| \| 2022 \| Premios de los lectores franceses de Babelio \| Mejor Serie Manga \| Ganador \| [30] \| \| 2022 \| Japan Expo Awards 2022 \| Daruma d'or \| Ganador \| [31] \| \| 2022 \| Geeks d'Ouro \| Mejor Manga traducido \| Ganador \| [32] \| \| 2022 \| Premios Harvey \| Mejor manga \| Nominado \| [33] \| |                                                          |                                                               |           |               |
| Año | Premio                                                   | Categoría                                                     | Resultado | Ref.          |
| 2019 | Next Manga Award                                         | Web Manga                                                     | Ganador   | [ 12 ]        |
| 2019 | Apple Books Awards                                       | Mejor Manga Shonen                                            | Ganador   | [ 13 ]        |
| 2020 | 4th Tsutaya Comic Award                                  | Nuevo Hitt                                                    | Ganador   | [ 14 ] [ 15 ] |
| 2020 | Ridibooks Comic Award                                    | Premio especial                                               | Ganador   | [ 16 ]        |
| 2020 | Konishi Prize                                            | Mejor Manga traducido                                         | Nominado  | [ 17 ]        |
| 2020 | 44th Premio de Manga Kōdansha                            | Mejor manga Shonen                                            | Nominado  | [ 18 ]        |
| 2020 | 24th Premio Cultural Tezuka Osamu                        | Premio Cultural                                               | Nominado  | [ 19 ]        |
| 2020 | 13th Manga Taishō                                        | Manga Taishō                                                  | 2° lugar  | [ 20 ] [ 21 ] |
| 2020 | 20th Premio anual de la revista DaVinci al libro del año | Libro del año                                                 | 3° lugar  | [ 22 ]        |
| 2021 | 14th Manga Taishō                                        | Manga Taishō                                                  | 10° lugar | [ 23 ] [ 24 ] |
| 2021 | Sanyodo Comic Award                                      | Mejor Manga                                                   | 2° lugar  | [ 25 ]        |
| 2021 | Premios Eisner                                           | Mejor edición estadounidense de material internacional - Asia | Nominado  | [ 26 ]        |
| 2021 | Premios Harvey                                           | Mejor Manga                                                   | Nominado  | [ 27 ]        |
| 2021 | 48th Festival Internacional de la Historieta de Angulema | Selección juvenil 12–16 años                                  | Nominado  | [ 28 ]        |
| 2022 | Premios Eisner                                           | Mejor edición estadounidense de material internacional - Asia | Nominado  | [ 29 ]        |
| 2022 | Premios de los lectores franceses de Babelio             | Mejor Serie Manga                                             | Ganador   | [ 30 ]        |
| 2022 | Japan Expo Awards 2022                                   | Daruma d'or                                                   | Ganador   | [ 31 ]        |
| 2022 | Geeks d'Ouro                                             | Mejor Manga traducido                                         | Ganador   | [ 32 ]        |
| 2022 | Premios Harvey                                           | Mejor manga                                                   | Nominado  | [ 33 ]        |